# 용산도서관
용산도서관은 서울특별시 용산구 소재의 시립 도서관이다.

## 연혁
- 1981.04.21 용산도서관 개관
- 1994.04.02 종합자료실 개실
- 1996.10.28 전자정보실 개실
- 1999.07.16 기구 개편(관리과, 자료봉사과, 문화활동지원과)
- 2002.08.30 종합자료실을 제1·제2자료실로 변경 개실

## 시설현황
- 5층 강의실1, 강의실2, 도서반납함, 주차장, 안내실, 정보자료과, 행정지원과, 독서문화진흥과, 관장실
- 4층 디지털ㆍ간행물실, 시청각실, 강의실3
- 3층 문헌정보실, 옥외휴게실
- 2층 어린이실, 자율학습실(남,여), 자율학습실(남,여,노트북), 유료사물함
- 1층 강의실4, 안내실, 자율학습실(남), 자율학습실(여), 도서반납함, 유료사물함, 휴게실(식당, 매점)
- 지하 모빌렉서고, 변전실, 보일러실, 창고
- 기타 자료복사, CCTV설치현황, 단체문고

## 이용 안내
이용 시간
휴관일
- 매월 둘째.넷째 화요일
- 법정 공휴일(일요일을 제외한 관공서 공휴일)
- 도서관 및 기타 사정으로 도서관장이 정한 날

## 사진

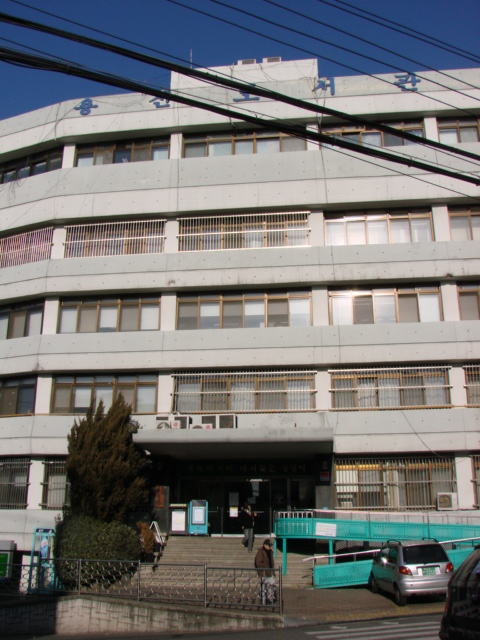
앞면
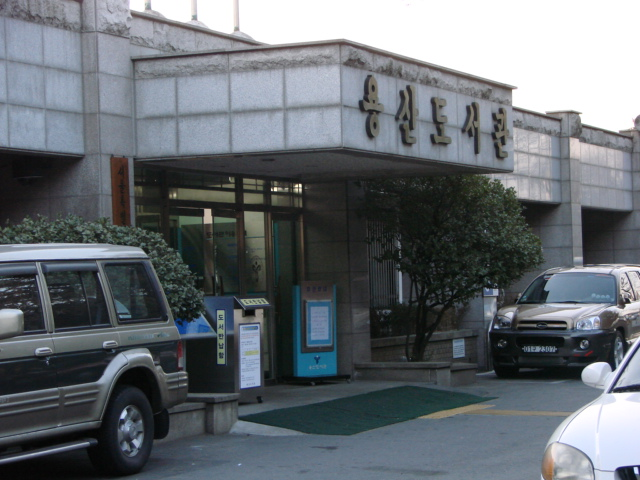
후문